# Saltsjötorget
Saltsjötorget är ett torg i stadskärnan av Södertälje i Södermanland och Stockholms län.

## Bakgrund
Den trekantiga tomten som utgör torget skänktes till staden av systrarna Werming och grosshandlare Thure Gustafsson 1907

År 1907 hade Gustafsson uppfört ett stort hus i jugendstil på Järnagatan 10. Systrarna Werming ägde ett hus på Saltsjögatan 5. Med donationen av tomten för anläggande av en park skulle båda fastigheterna få fri utsikt.
Innan knutpunkten för bussarna flyttades till centralstationen möttes flera linjer från Södertälje Omnibus på Saltsjötorget.
Torget hade från början karaktär av parkmiljö och var större än dagens torg. Det minskades och försågs med markbeklädnad bestående av smågatsten och granithällar i samband med Stadshotellets utbyggnad på 1980-talet.
Torget ingår som ett led i en rad av platser som sträcker sig från Stationsplan, förbi Saltsjötorget och Olof Palmes plats och Marenplan vidare mot Stora Torget.

## Fontän
På torget finns fontänen Gossen med snäckan av Gustaf Ivar Cederwall. Den donerades till staden av grosshandlaren Thure Gustafsson som även var en av donatorerna till tomten.
| ”                                                              | (Gustafsson) hade för afsikt att till staden såsom gåfva öfverlämna en dekorativ fontän för prydande av den blifvande planteringen i vinkeln mellan Järna- och Saltsjögatorna. Herr Gustafsson företedde en af bildhuggaren G. I. Cederwall i Stockholm modellerad skiss till hufvudgrupp för ifrågavarande fontän | „ |
| – Södertälje drätselkammares protokoll från den 19 april 1909, | |   |

Fontänen ställdes upp på torget dagarna efter midsommar 1909. Runt Gossen med snäckan fanns planteringar, och fontänen hade ursprungligen strålar från dammens kant mot statyn. I samband med omdaningen av torget 1983 kom fontänen att flyttas lite längre norrut på torget.
Efter donatorn blev fontänen ibland populärt kallad ”Gustafssons pojke”.

## Byggnader
- Herkules 13 inrymmer Södertälje stadshotell. Hotellet uppfördes 1887–1888 efter ritningar av Ernst Haegglund och Tore E:son Lindhberg. Det hade ursprungligen tre våningar och var klätt med putsdekor. Byggnaden genomgick flera ändringar under 1900-talet för att få delvis återställd fasad och en utbyggnad längs med Saltsjötorget 1984–1985.[6] Länsmuseum ger byggnaden den kulturhistoriska graderingen röd som en särskilt viktig byggnad.[7]

- Uranus 4 med adress Järnagatan 10, Nygatan 2, uppfördes för grosshandlare Thure Gustafsson och ritades av arkitekten Nils L. Lundberg. Fastigheten är i jugendbarockstil och har välbevarade arkitektoniska detaljer. Länsmuseum ger byggnaden den kulturhistoriska graderingen röd som en särskilt viktig byggnad.[8]

- Väduren 10 med adress Järnagatan 5 och 7, Saltsjögatan 1, samt Strandgatan 6 och 8, är ett stort flerfamiljshus i tjugotalsklassicistisk stil. Fasaden mot Järnagatan är indelad med pilastrar med doriska kapitäl. Mot inre Maren skapades stora affärslokaler som till största delen utnyttjades av Tullverket fram till 1958, och i hörnet mot Saltsjötorget fanns länge apoteket S:t Ragnhild. Även Väduren 10 har röd kulturminnesklassning av Länsmuseum som en särskilt viktig byggnad.[9]

- Väduren 5 med adress Saltsjögatan 3 och Strandgatan 10 är ett flerbostadshus med butikslokaler i markplan. Det ritades av Tore E:son Lindhberg i tjugotalsklassicistisk stil.[10]

- Väduren 8 med adress Saltsjögatan 7 och Strandgatan 14 är ett flerfamiljshus uppfört 1888 efter ritningar av arkitekten Ernst Haegglund. Byggnaden är en av få lägre 1880-talshus i staden.[11]

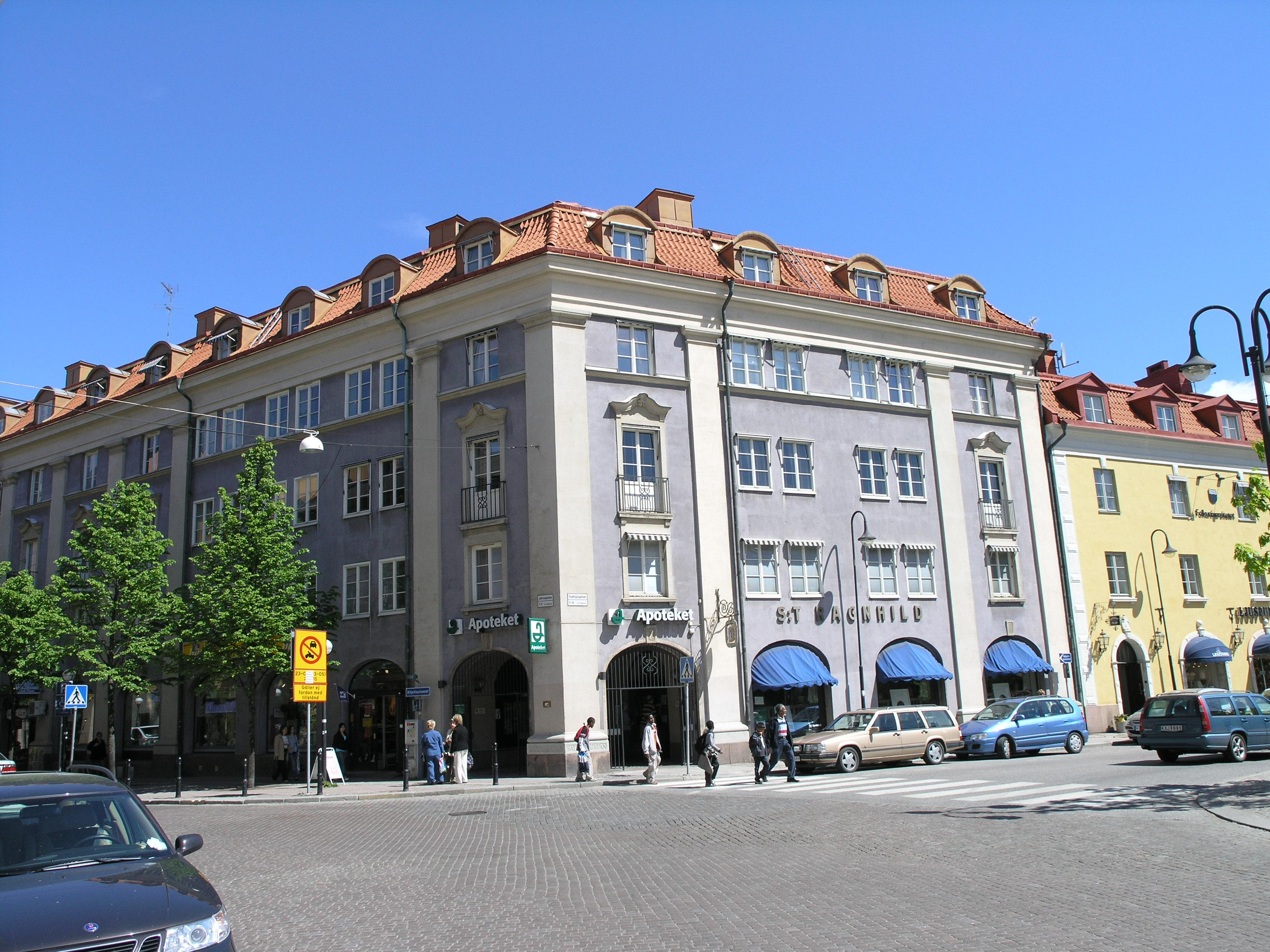
Väduren 10 av Tore E:son Lindhberg
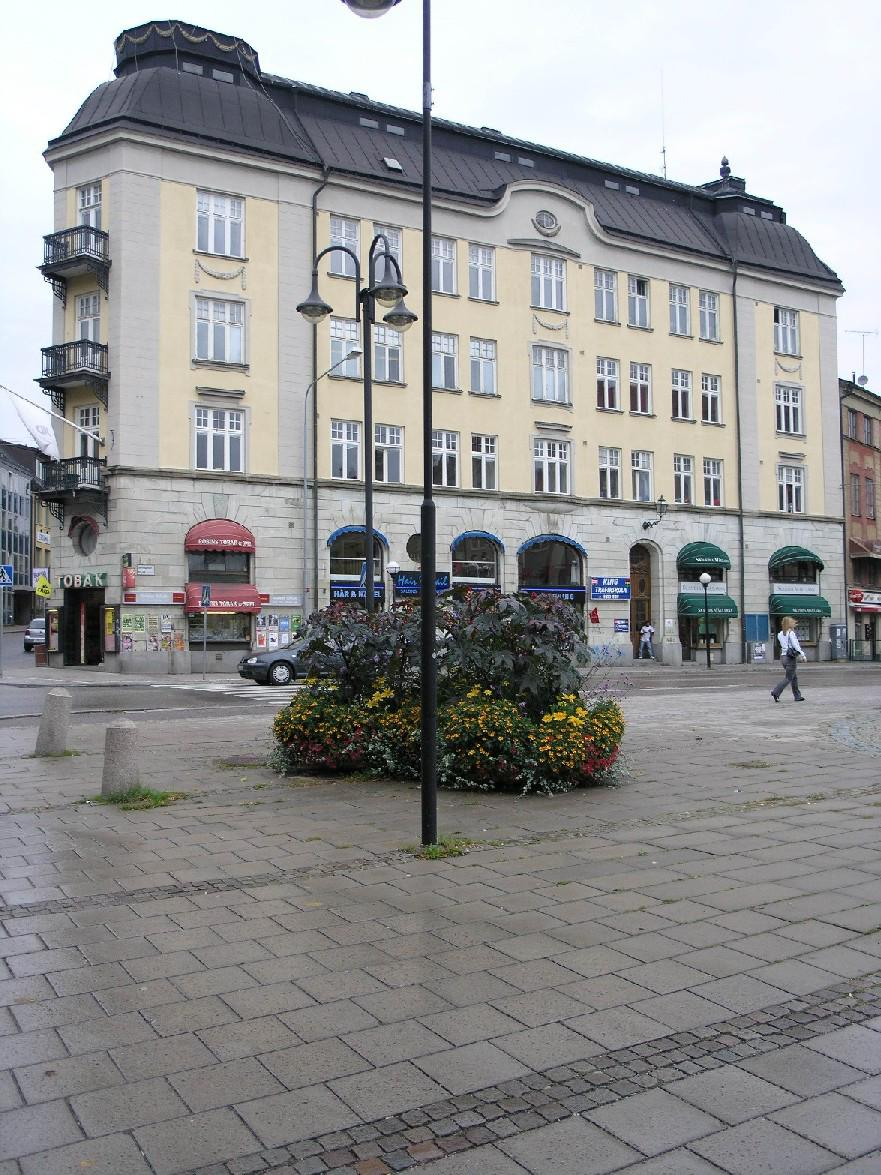
Uranus 4 ritades av arkitekten Nils L. Lundberg
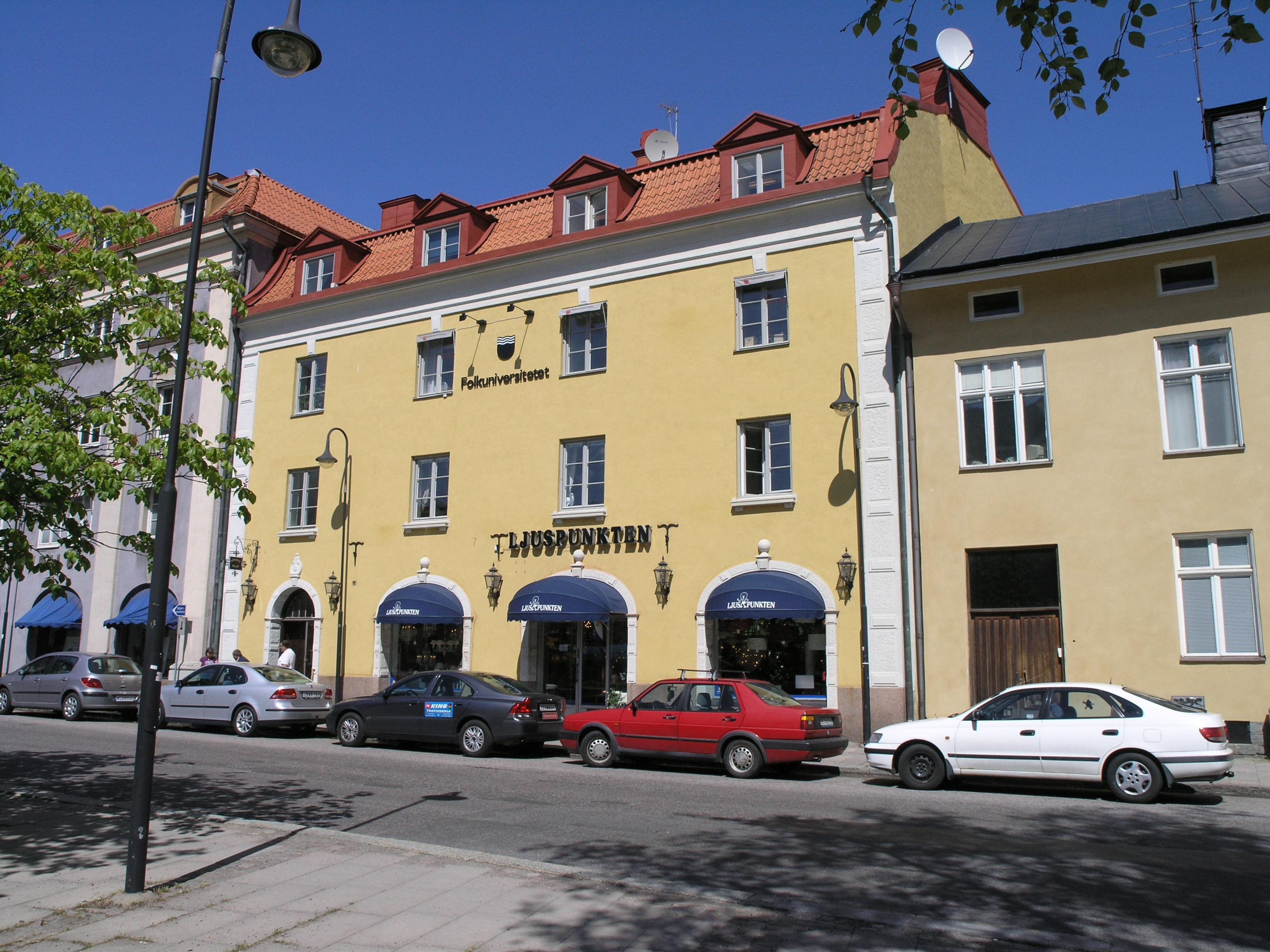
Väduren 5 av Tore E:son Lindhberg
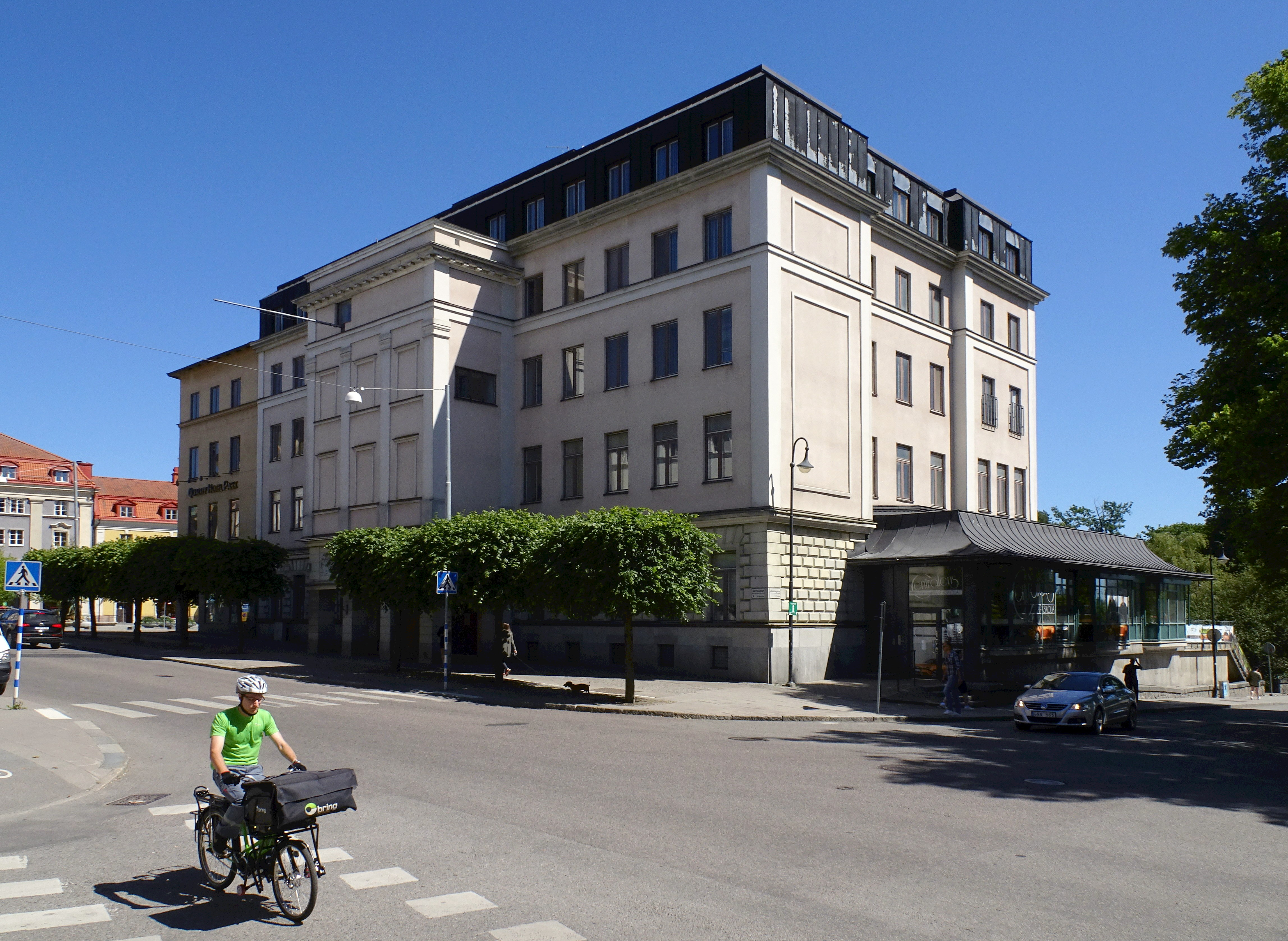
Södertälje stadshotell med Saltsjötorget i bakgrunden

## Galleri

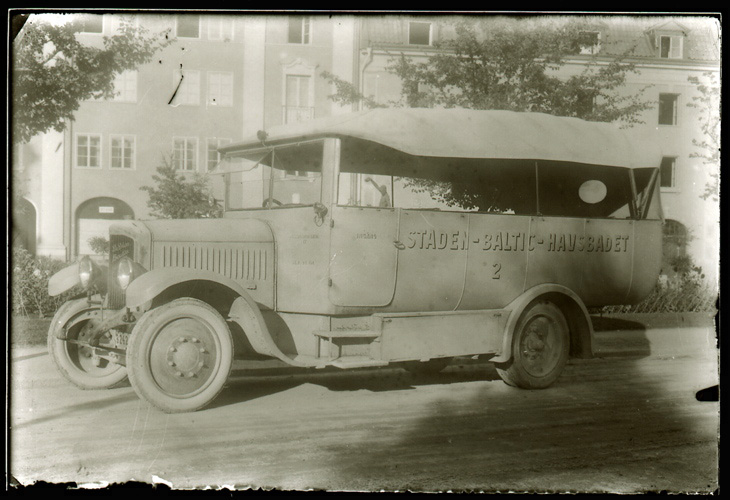
Buss parkerad på torget 1930-tal
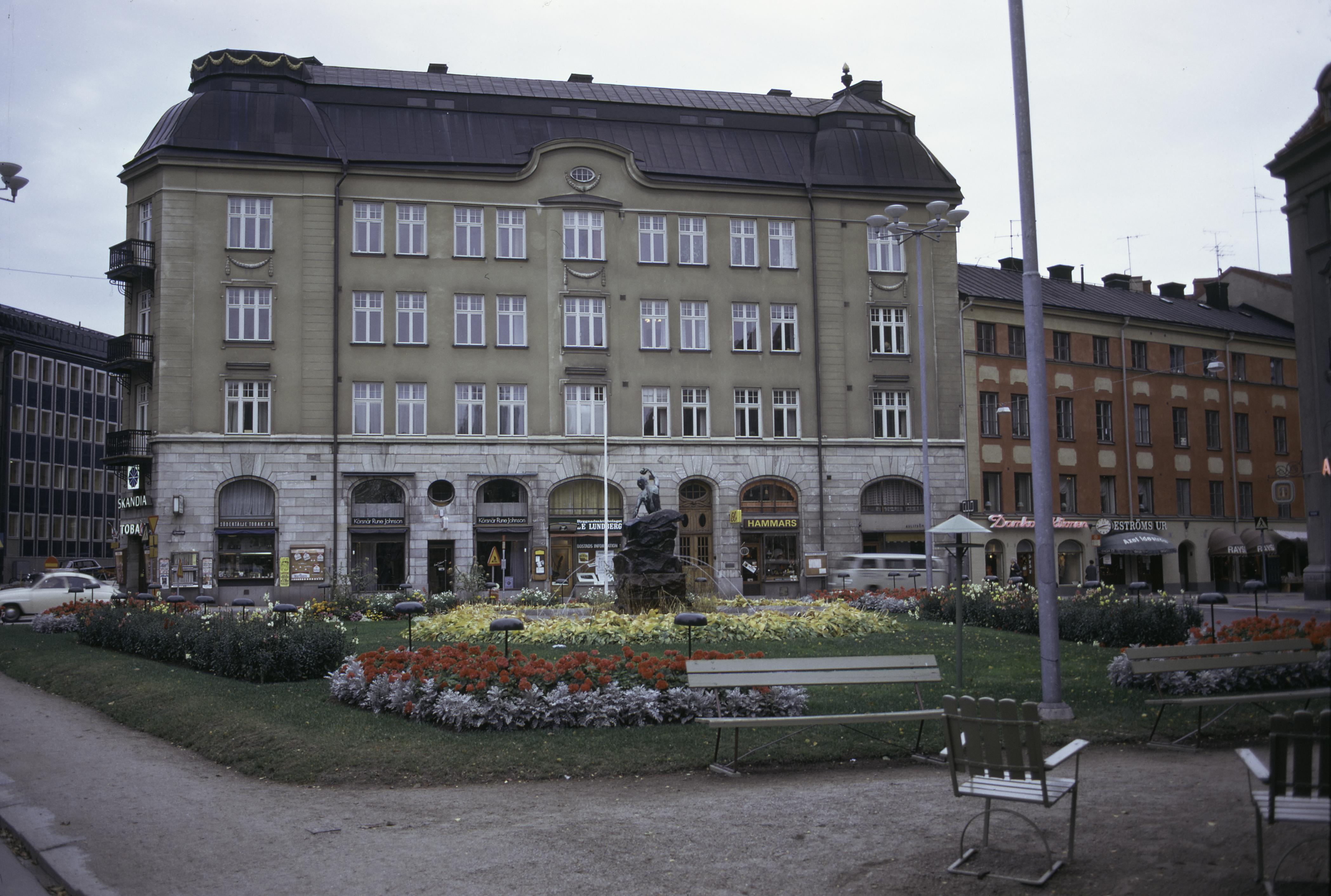
Torget 1973, då med planteringar och karaktär av park
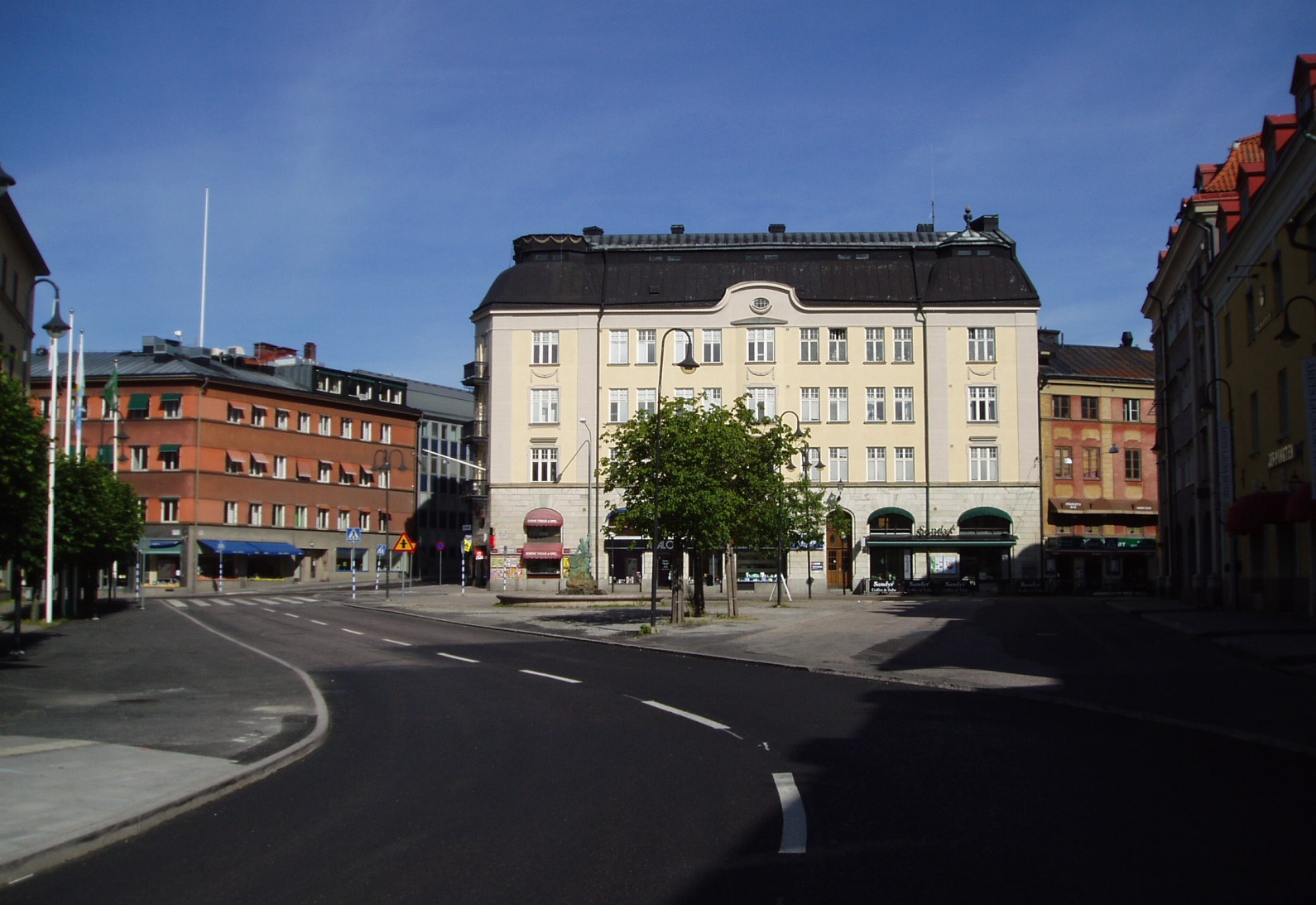
Torget från Saltsjögatan mot Uranus 4 2009
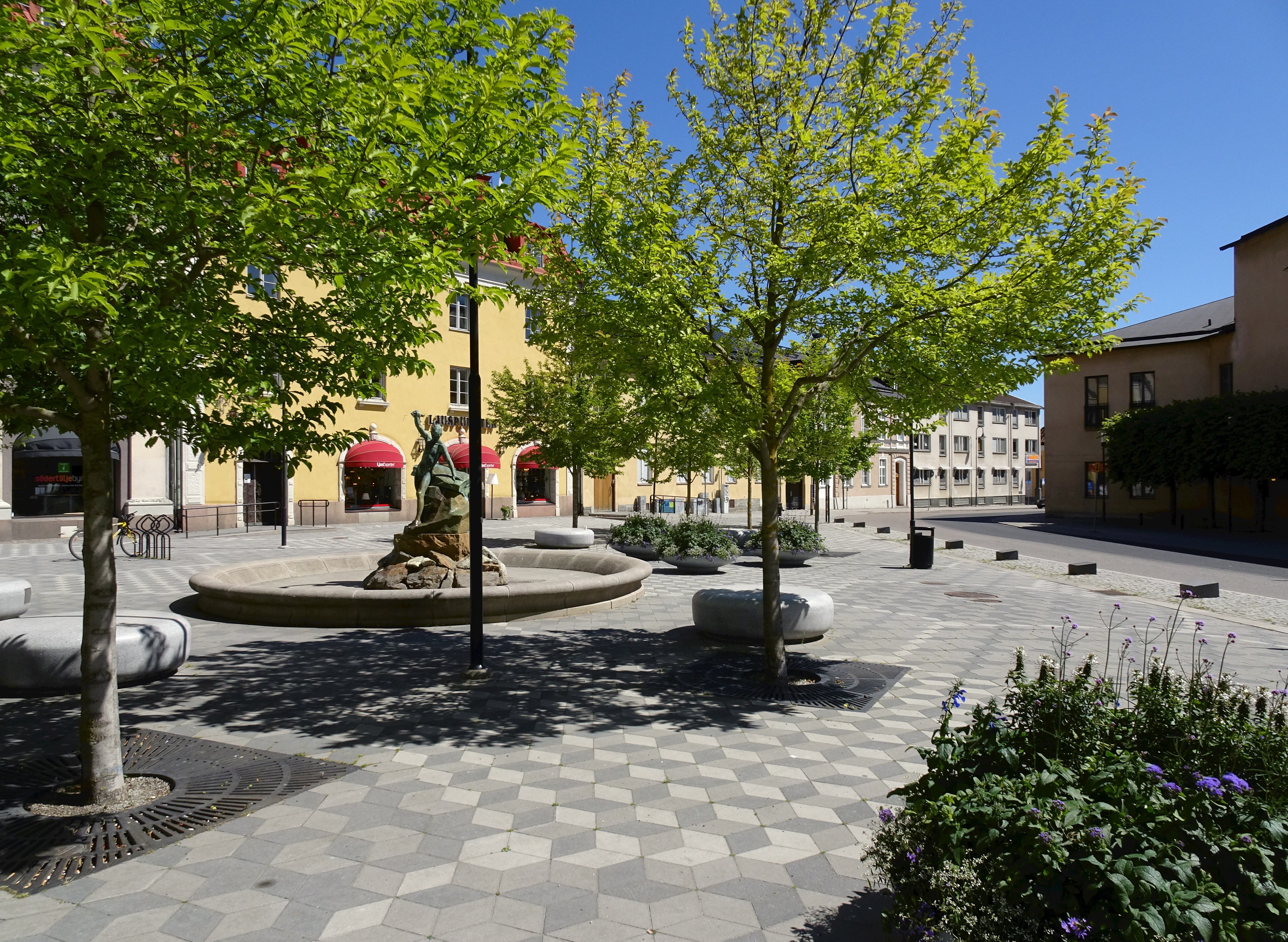
Utsikt över torget från Järnagatan 2017